# Merevedési zavar
A merevedési zavar, vagy erektilis diszfunkció az a jelenség, amikor a szervezet különböző szervrendszerei kóros működésének következtében megfelelő nemi vágy (libidó) ellenére sem alakul ki a férfiakban elégséges hímvessző-merevség. Azt az állapotot is így hívják, amikor merevedés létrejön ugyan, de annak mértéke vagy időtartama csökkent.

## Az erekció biológiai folyamata
A hímvesszőben három szivacsszerű, merevedésre képes test található, lényegében ezek adják a hímvessző legnagyobb részét. Nyugalmi állapotban nagyon kevés vér folyik át a hímvesszőn. Nemi izgalomkor a hímvessző verőerei kitágulnak, a véráramlás fokozódik, a beáramló vér feltölti az előbb említett szivacsszerű állományt. A beáramló vér mennyiségének növekedésével a hímvessző vénái hozzápréselődnek a szivacsos testeket borító erős inas lemezhez, így a vénák átmérője csökken. A két folyamat eredménye, hogy sok vér áramlik a hímvesszőbe, azonban nagyon kevés áramlik onnan ki. A hímvessző mind hosszában, mind vastagságban megnő, megmerevedik.

## A merevedési zavar kialakulásának okai
Lehetnek fizikaiak vagy nem fizikaiak.

### Fizikai okok
- Régóta fennálló cukorbetegség miatt kialakuló idegbántalom (diabéteszes neuropátia)
- A medence vérellátását befolyásoló kardiovaszkuláris megbetegedések
- Bizonyos gyógyszerek mellékhatásai
- Prosztatarák miatti műtét
- Gerincvelő-sérülést okozó törés
- Sclerosis multiplex
- Hormonális zavarok
- Alkoholizmus és kábítószer-használat.

### Nem fizikai okok
- Stressz
- Szorongás és depresszió

## Kezelésére használt gyógyszerek
- Szildenafil tartalmú gyógyszerek (például Viagra és Kamagra)
- Tadalafil tartalmú gyógyszerek (például Cialis)
- Avanafil tartalmú gyógyszerek (például Avana)

## Alternatív kezelési módok
- Potenciafokozó hatású ételek fogyasztása (ginseng, gyömbér, tribulus terrestris)
- Növényi étrend-kiegészítők
- Péniszpumpa használata
- Férfi intimtorna
- Műtéti megoldások (érműtét, pénisz implantátumok)